# 코렌돈 킨헤임
코렌돈 킨헤임(Corendon Kinheim)는 혼크발 호프트클라시의 프로 야구 팀이다. 네덜란드 하를럼을 연고로 하고 있다.